# شهدخوار جلگه‌ای

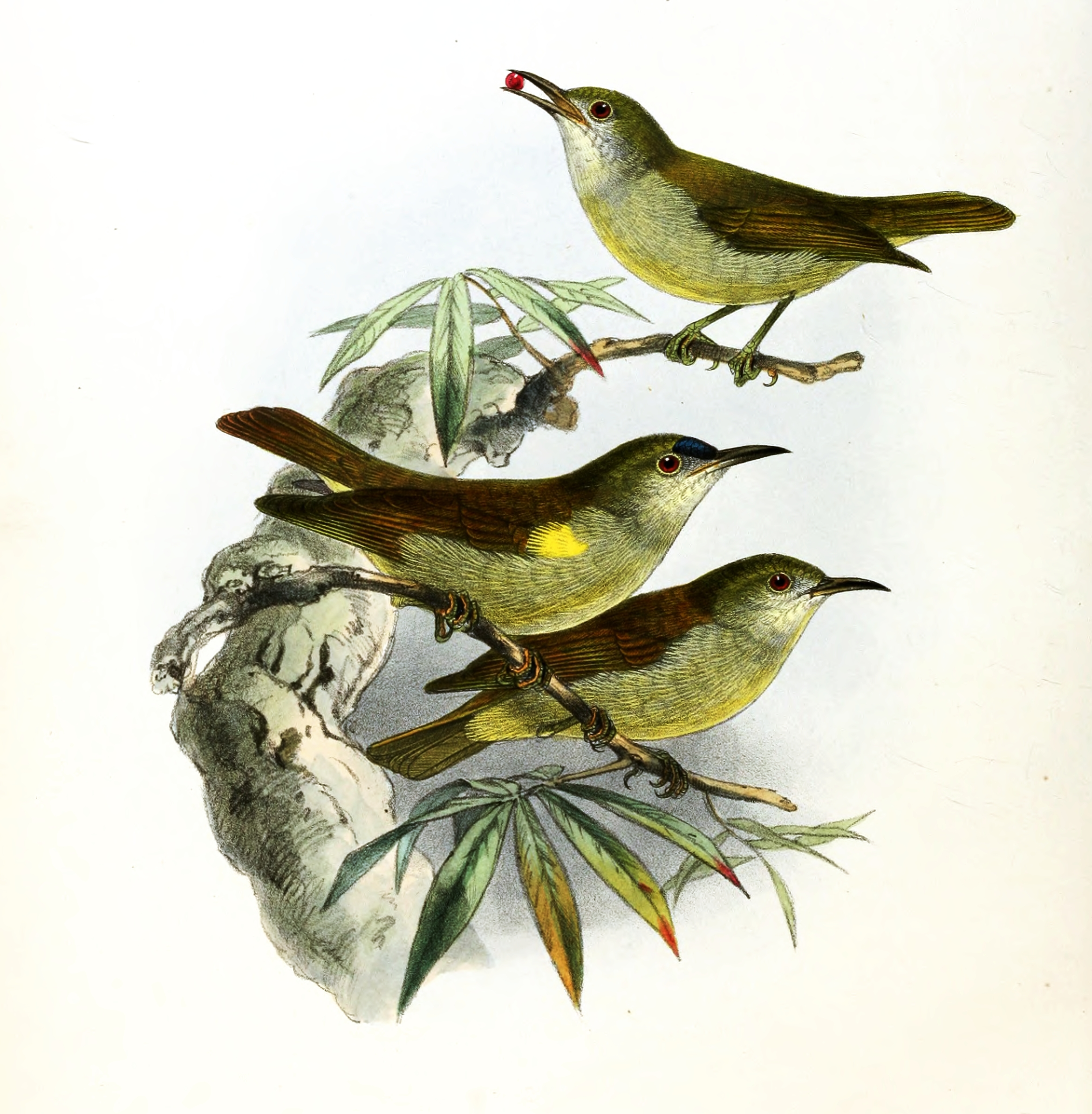
شهدخوار جلگه ای

شهدخوار جلگه‌ای (نام علمی: Anthreptes simplex) نام یک گونه از تیره شهدخواران است که در برونئی، اندونزی، مالزی، میانمار، سنگاپور و تایلند یافت می‌شود.